# スフバートル (貨客船)
スフバートル（モンゴル語: Сүхбаатар）は、モンゴルの内燃機船、その名称は ダムディン・スフバートルに敬意を表しての命名。

## 概要
1900年代初頭、フブスグル湖付近の交易ルートは湖の東岸沿いを陸路を辿るもので、そこで骨董品と家畜を運んでいたが、時間を要する上に、途中のエグ川で家畜が溺れ死ぬようなことが起こっていたため、河川を航行するルート開拓を進め、1910年に木造船を進水させた。航路は拡充され、石油を含む貨物も運搬するようになった。
現在操業中の船舶は、ペルミのカーマ造船所で建造され、1985年にイシク・クルという名前で進水、後に客船に改造された。2005年、モンゴル国防省が出資するノミン・ホールディングスに買収され、現在はフェリーとして貨物と旅客の輸送を行っている。

## ギャラリー

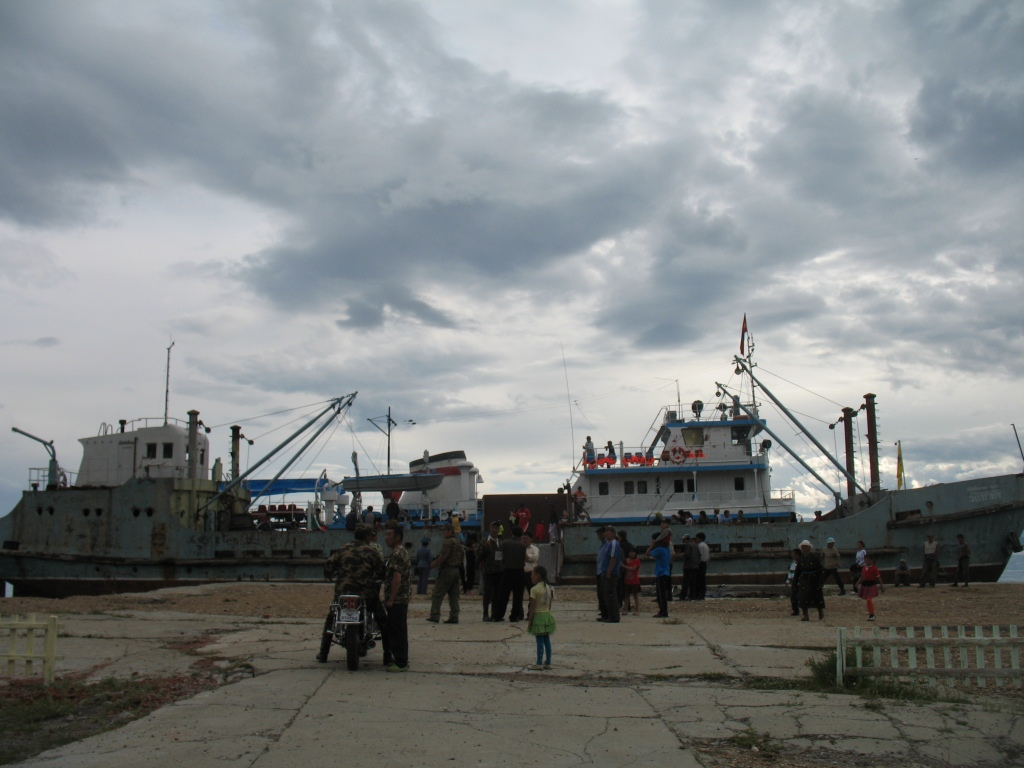
桟橋に接岸するスフバートル
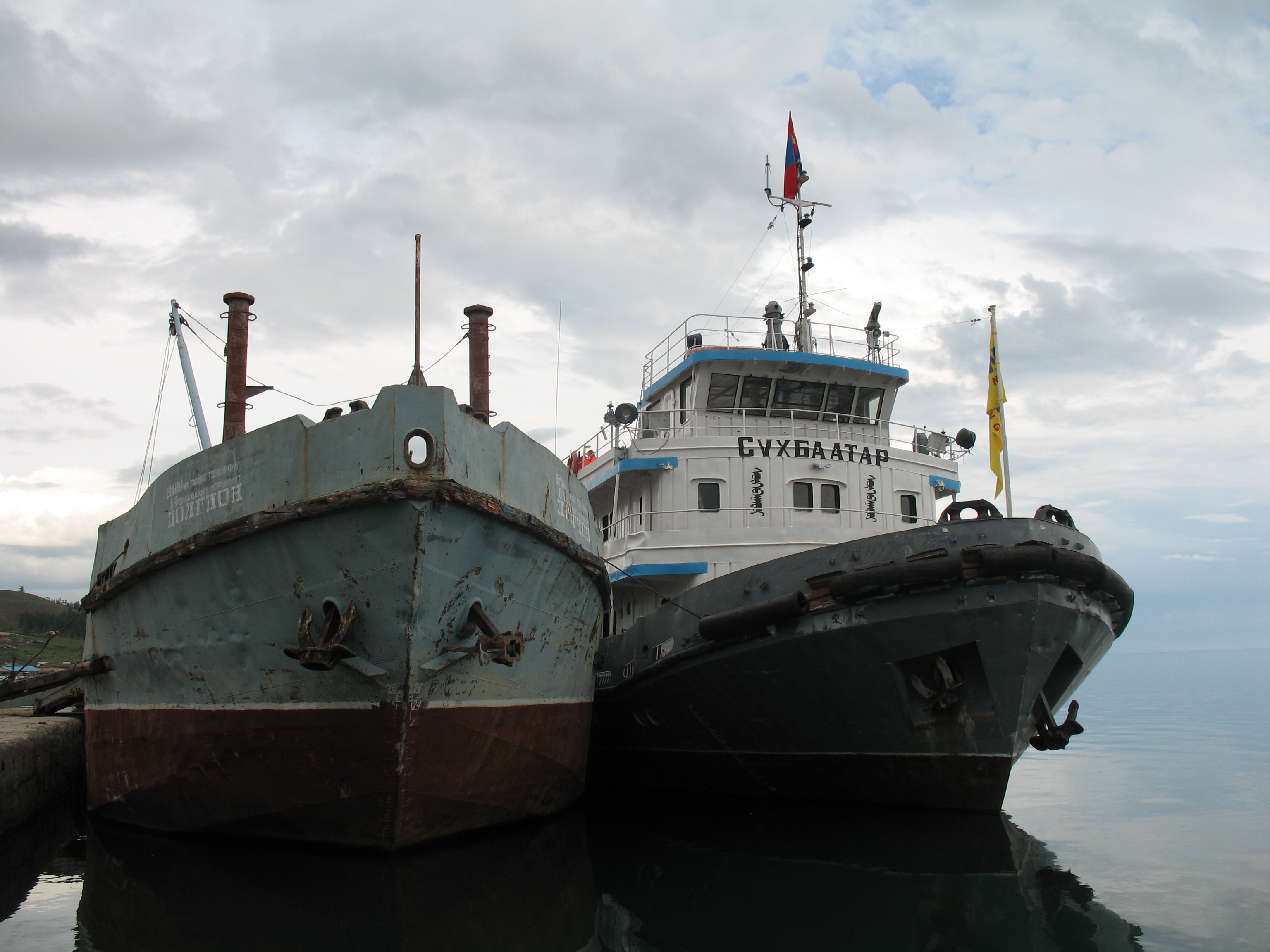
桟橋に係留されているスフバートル（右）